# Ronan Farrow
Ronan Farrow, wł. Satchel Ronan O’Sullivan Farrow (ur. 19 grudnia 1987 w Nowym Jorku) – amerykański prawnik, dziennikarz, dyplomata, analityk i działacz praw człowieka; laureat Nagrody Pulitzera (2018).

## Życiorys
W wieku jedenastu lat został najmłodszym uczniem liceum Simon’s Rock dla utalentowanych dzieci, a w wieku piętnastu lat został najmłodszym w historii absolwentem Bard College, dyplom uzyskał na dwóch kierunkach. Rok później został przyjęty na wydział prawa Uniwersytetu Yale, a pięć lat później zdał egzamin adwokacki.
Początkowo pracował w ONZ dla Richarda Holbrooke’a. W latach 2001–2009 był rzecznikiem młodych UNICEF, za co w lutym 2014 otrzymał  Cronkite Award for „Excellence in Exploration and Journalism”. W następnych latach pracował w komisji spraw zagranicznych Izby Reprezentantów oraz Departamencie Stanu, jako specjalny przedstawiciel ds. Afganistanu i Pakistanu.
Uzyskał stypendium Rhodesa w Magdalen College Uniwersytetu Oksfordzkiego, gdzie pracował nad doktoratem, którego nie ukończył. Po powrocie z Oksfordu należał do gabinetu sekretarz stanu Hillary Clinton, w którym odpowiadał za kontakty ze światową młodzieżą jako doradca specjalny. Autor książki „Puszka Pandory: jak amerykańska pomoc wojskowa produkuje wrogów Ameryki”. Od lutego 2014 do lutego 2015 był gospodarzem programu Ronan Farrow Daily w stacji MSNBC.
W 2017 czasopismo „The New Yorker” ujawniło wypadki molestowania seksualnego przez producenta Harveya Weinsteina, za co wspólnie z „The New Yorkerem” i „The New York Times” otrzymał w 2018 Nagrodę Pulitzera za służbę publiczną. W tym samym roku czasopismo „Time” zaliczyło go do stu najbardziej wpływowych osób na świecie.
27 lipca 2018 r. The New Yorker opublikował artykuł Farrowa, w którym stwierdził, że sześć kobiet oskarżyło dyrektora mediów i dyrektora generalnego CBS Leslie Moonvesa o nękanie i zastraszanie, a dziesiątki innych opisało nadużycia w jego firmie. 14 września Farrow i Jane Mayer opublikowali informacje dotyczące zarzutu napaści seksualnej przez prawnika, a następnie nominowanego do Sądu Najwyższego Stanów Zjednoczonych Bretta Kavanaugha.
3 lipca 2021 r. The New Yorker opublikował artykuł śledczy autorstwa Farrow i dziennikarki Jii Tolentino, szczegółowo opisujący spór o ubezwłasnowolnienie Britney Spears.

### Życie prywatne
Urodził się jako przedostatnie z piętnaściorga dzieci aktorki Mii Farrow (w tym jedenastu adoptowanych). Jego ojcem jest Woody Allen, ale gdy miał pięć lat jego rodzice się rozstali. Imię Satchel otrzymał z inicjatywy Allena, który chciał uhonorować bejsbolistę Satchela Paige'a. W późniejszym wieku matka zmieniła mu pierwsze imię na Ronan.
W 2013 Mia Farrow w wywiadzie dla „Vanity Fair” zasugerowała, że jego ojcem może być Frank Sinatra. Ronan odmówił badania DNA, mówiąc, że Allen „legalnie, etycznie, osobiście był absolutnie ojcem naszej rodziny”. 16 września 2018 w artykule magazynu „New York”, Allen przyznał, że Farrow może być synem Franka Sinatry.
Ronan Farrow identyfikuje się jako gej. Od 2011 pozostaje w związku ze scenarzystą Johnem Lovettem, autorem przemówień Baracka Obamy i Hillary Clinton.